# 강문봉
강문봉(姜文奉, 1923년 10월 26일 ~ 1988년 2월 26일)은 대한민국의 군인, 외교관, 정치인, 대학 교수이며 예비역 대한민국 육군 중장이다.

## 생애
그는 한국 전쟁에 참전하였으며, 대한민국 국군 창군 주역의 한 사람이었다.
그의 본관은 진주(晉州)이고 호는 남헌(南軒)이다. 대륙 시절 중화민국 둥베이 지린성 룽징에서 당시 조선인 출신 갑부 강윤철(姜潤喆)의 장남(長男)으로 출생하였다. 6살이던 1928년에 아버지, 어머니, 남동생과 함께 경성부를 떠나 둥베이 지린성 룽징으로 다시 건너가 그곳에서 성장하였다. 아버지인 강윤철이 만주국에서 은행장을 지냈기 때문에 어린 시절 부유한 가정에서 자랐다. 1942년 3월 만주국 신경 제1중학교(5년제)를 졸업하고, 1942년 4월부터 신경군관학교에서 2년간의 교육을 받고 제5기로 수석 입학, 수석 졸업하였다.(1944년) 이로써 박정희에게는 3기 후배가 된다. 그는 성적이 우수한 학생으로 뽑혀 일본육군사관학교에 편입할 수 있었으며, 일본 육사를 제59기로 졸업하고(1945년 6월) 만주군 소위(견습사관)로 임관한 직후 일본군 23부대에서 복무하다가 태평양 전쟁이 종전되면서 해방을 맞았다.
종전 후 미군정 지역으로 들어와 군사영어학교를 마친 뒤(1946년 1월 15일) 육군 소위로 임관되어 대한민국 국군 창건에 참여하였다. 국방경비대 총사령관 예하 전속부관, 제1연대 부연대장, 조선경비대 총사령부 작전처장을 역임하고, 1949년 6월 이전부터 한국 전쟁 발발 1주일 전까지 그는 육군본부 작전교육국장으로 있었다. 1948년경, 공군본부 작전참모부장이던 공군 장교 장지량이 강문봉을 찾아와, 각 비행장마다 경비병력 10명 무전기 자동차 각 1대와 무전병 운전병을 파견해 달라고 부탁했으나, 강문봉은 이를 차라리 거절했다. 작전교육국장 재직 시, 매일 적정(敵情)판단보고서를 읽었는데 이 보고서에 북한군의 병력이동상황이 소상하게 기록되어 있었고 병력집결이 완료되면 남침할 것이라는 분석자료도 있었다. 이러한 정보를 그의 상사(신성모 국방장관, 채병덕 육군참모총장)에게 보고했고 미극동군사령부에도 제보, 무력증강의 필요성을 강조했다. 그러나 미국 측은 "공산군의 남침은 없다."고 단언하면서 한국군의 정보는 군사원조를 얻기 위한 것으로 경시하는 일이 빈번했다. 강문봉은 육군 제1사단장, 육군 제2사단장, 육군 제1군단 부군단장을 역임했다. 휴전직전인 1953년 5월부터 강문봉 소장이 이끄는 3군단창설요원들은 북한강에서 펀치볼에 이르는 중동부전선을 담당한 관대리의 미 10군단 사령부에 들어가 군단 창설준비 및 소요의 교육을 받고 1953년 10월 미육군제10군단의 임무를 인계받았다. 이 과정에서 미국 제10군단 부군단장을 맡았고, 임무 인수 후, 육군 제3군단장을 역임하고, 1954년에는 육군 제2군사령관까지 올랐다.
그러나 강문봉은 김창룡 저격 사건의 배후로 지목되어 국방대학 학생이던 1956년, 사형 선고까지 받은 끝에 1957년에 육군 중장으로 예편하였다. 김창룡 암살 당시 허태영 대령이 사형선고를 받자, 허태영 대령의 부인이 이 사건의 배후에 헌병사령관을 지낸 공국진 준장과 강문봉 중장을 지목하여 수사를 받았으며 재판끝에 사형이 선고되었으나 이승만 대통령에 의해 무기징역으로 감형되었다. 4·19의 성공으로 인하여 풀려난 뒤에 국회의원과 외교관을 지냈다. 최경록, 강문봉, 전규홍, 이철승, 양일동 및 전 주미 대사관 참사관 부인들은 1963년 3월 21일, 미국 대통령 관저 앞에서 "군대는 정치에 간섭하지 말라", "박정희군사독재타도", "한국인은 군부정치를 원치 않는다.", "한국인은 진정한 민주주의를 지지한다." 등의 플래카드를 들고 박정희의 군정연장제안에 반대하는 시위를 벌였다. 1963년 12월 17일에서 1967년 2월 8일까지 제6대 국회의원(민정당)을 지냈고, 1967년 2월 8일, 신민당(舊 민정당) 전국구 국회의원 직위를 갑자기 사퇴하더니 1967년 8월 21일 신민당 당무위원 사퇴 및 신민당 탈당 선언 후 1967년 9월 16일, 주스웨덴 대사에 임명되었다. 주 덴마크·노르웨이·아이슬란드·스위스 및 교황청 주재 대사도 지냈다. 이후 1973년 민주공화당 입당하였지만 같은 해 결국 탈당하였으며 같은 해 1973년부터 6년 후 1979년까지 제9대 국회의원(유신정우회)에 지명되었다. 제20차 유엔 총회 대한민국 대표도 지냈다. 그 후 민주정의당 당무위원을 거쳐 한국국민당 당무위원 등을 잠시 지냈으며 이후 미국에 건너갔지만 1988년   미국에서 병사하였다.
저서로는 '나는 왜 사형수가 되었나?'가 있다.

## 가족 관계
- 아버지 : 강윤철(姜潤喆, 함경북도 부령 출신의 갑부.)
- 어머니 : 김해란(金海蘭)
  - 아내 : 도재은(都在恩, 1923년 2월 23일(102세) ~ )
    - 장녀 : 강근영(姜根英, 1947년 1월 1일(78세) ~ , 기혼 및 출가.)
    - 차녀 : 강주영(姜珠英, 1950년 4월 26일(75세) ~ , 기혼 및 출가.)
    - 3녀 : 강숙영(姜淑英, 1957년 2월 15일(68세) ~ , 기혼 및 출가.)
    - 아들 : 강남원(姜南源, 1963년 2월 10일(62세) ~ , 기혼.)

  - 동생 : 강태봉(姜泰奉, 1926년 8월 6일 일제강점기 경성부 출생 ~ 2016년 1월 4일(89세) 미국 텍사스주 오스틴에서 91세 사망, 육사 2기 및 조선경비보병학교·기갑학교·포병학교를 거쳐 국방대학교 행정학사 3기 출신. 前 육군본부 정훈감. 1963년 1월 9일 육군 대령 예편. 1968년에서부터 1971년까지 대한민국 충청북도 옥천군 군수 역임.)
  - 동생 : 강수봉(姜修奉,[8] 1928년 2월 29일 중화민국 만저우 지역 지린성 룽징 출생 ~ 1952년 10월 9일(24세) 대한민국 강원도 철원에서 한국전 참전 중 향년 25세로 전사. 前 육군 제1사단 예하 분대장. 前 육군 수도사단 예하 분대장. 前 육군 제9사단 제8연대 예하 분대장 및 대한민국 육군 하사.)

## 학력
- 만주국 신징 중학교 졸업
- 만주국 신징 군관학교 졸업
- 일본 육군사관학교 졸업
- 대한민국 군사영어학교 1기
- 대한민국 조선경비보병학교 졸업
- 미국 육군참모대학교 졸업
- 대한민국 국방대학교 행정학사 10기(1965년)
- 미국 워싱턴 주립대학교 대학원 국제정치학과 정치학 석사
- 미국 조지 워싱턴 대학교 대학원 행정학과 행정학 석사
- 대한민국 연세대학교 대학원 행정학과 행정학 박사

## 강문봉을 연기한 배우

### 영화
- 1974년 영화 《증언》 - 배우: 방수일(배역: 작전국장)

## 역대 선거 결과
|  | 20.1% |

|  | 0% |

## 같이 보기
- 일본 육군사관학교
- 김창룡
- 이형근
- 백선엽
- 정일권

## 참고 자료
- 강문봉 - 대한민국헌정회